# تاريخ روسيا (1796-1855)

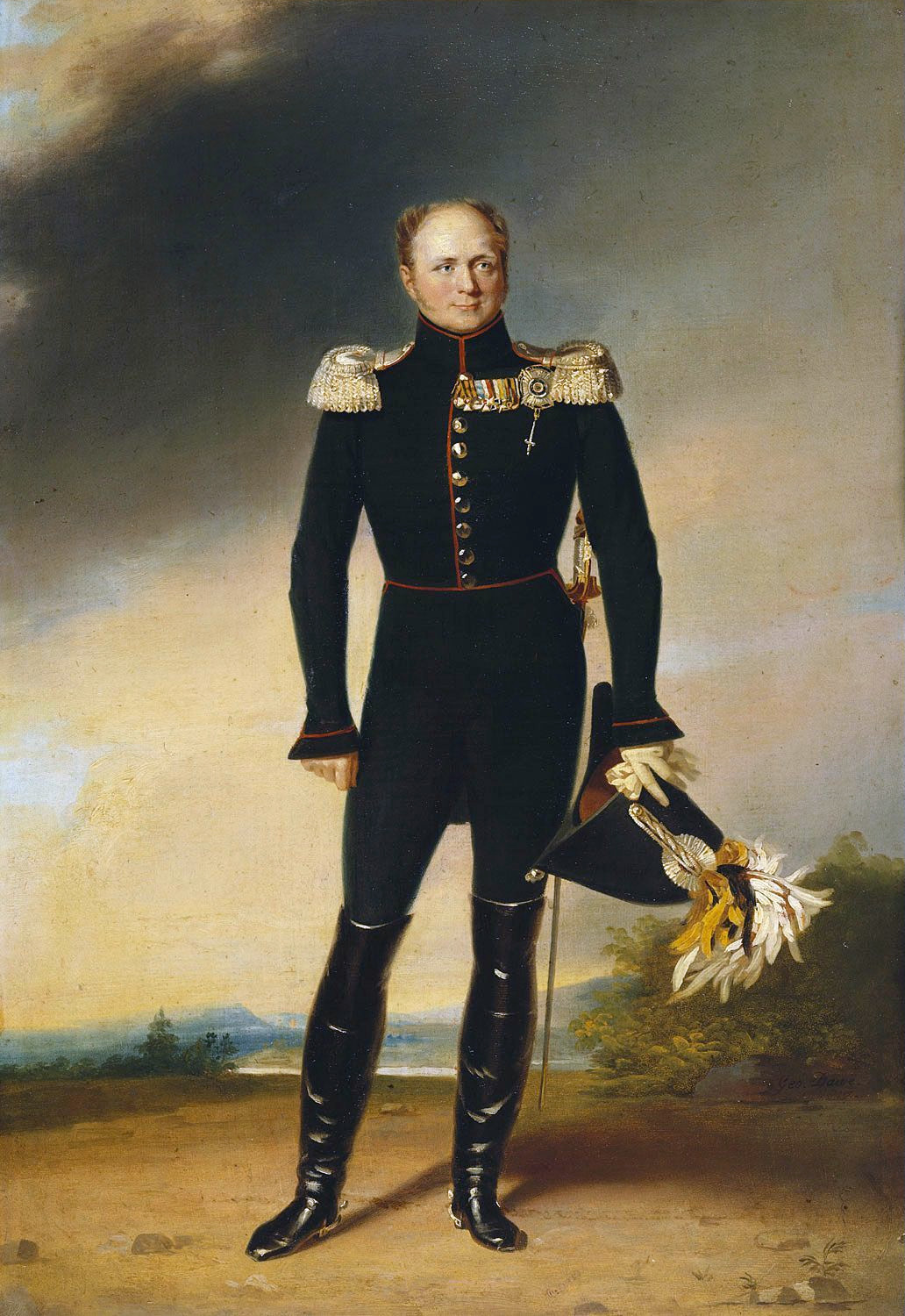

في التاريخ الروسي، شهدت الفترة منذ عام 1796 حتى عام 1855 (اشتملت على حكم بافل الأول وأليكساندر الأول ونيكولاس الأول) الحروب النابليونية وإصلاح الحكومة وإعادة التنظيم السياسي والنمو الاقتصادي.

## حرب وسلام 1796-1825
توفيت كاثرين الثانية في عام 1796، وخلَفها ابنها الإمبراطور بافل الأول (حكَم منذ عام 1796 حتى عام 1801). شعَر بافل بمرارة بعد إدراكه أن كاثرين فكرت في تجاهله لتُسمّي ابنه، أليكساندر، قيصرًا، فأوجد حق البكورة في عمود الذكور كأساس للخلافة. كان ذلك واحدًا من الإصلاحات الدائمة خلال حكم بافل الوجيز. منح بافل أيضًا رخصةً لشركة روسية أمريكية، ما أدى في النهاية إلى حصول روسيا على آلاسكا. حدّ بافل من حق مالك الأرض في عمالة الأقنان إلى ثلاثة أيام في الأسبوع، كاسرًا حِدّة ظروف القنانة.
بصفتها قوةً أوروبية كبرى، لم تتمكن روسيا من الهرب من الحروب التي شملت فرنسا الثورية والنابليونية. أصبح بافل خصمًا عنيدًا لفرنسا، وانضمت روسيا إلى بريطانيا والنمسا في حرب ضد فرنسا. في عامي 1798-1799، أبلت قوات روسية بقيادة واحد من أشهر جنرالات البلاد، أليكساندر سوفوروف، بلاءًا حسنًا، وطردت الفرنسيين من إيطاليا. في 18 ديسمبر 1800، أعلن بافل من طرف واحد ضم مملكة كارتلي كاخيتي المجاورة إلى الإمبراطورية الروسية. أبعد دعم بافل لمُثُل فرسان الإسبتارية (وقبوله منصب السيد الأكبر) أعضاء عديدين عن بلاطه. عقد بافل صلحًا مع فرنسا في عام 1800 وأسّس الرابطة الثانية للحياد المسلح. أقصى هذا الصلح الفصيل القوي المعادي للفرنسيين، وفي مارس 1801، خُلع بافل من منصبه واغتيل.
صعد القيصر الجديد أليكساندر الأول (حكم منذ عام 1801 حتى عام 1825) إلى العرش نتيجة لمقتل أبيه، الأمر الذي كان أليكساندر ضالعًا فيه. بعد أن هُيّئ للعرش من قبل كاثرين الثانية وترعرع في روح عصر الأنوار، كان لدى أليكساندر ميل تجاه الرومانسية والتصوف الديني، تحديدًا خلال الفترة الأخيرة من حكمه. أعاد أليكساندر تنظيم الحكومة المركزية، مستبدلًا الكوليجيوم الذي كان بطرس الأكبر قد أسسه بالوزارات، لكن دون رئيس وزراء منسِّق.
كان أليكساندر، ربما، الدبلوماسي الأبرع في زمنه، وانصب تركيزه الرئيسي لا على السياسية المحلية بل على الشؤون الخارجية، وعلى نابليون تحديدًا. لخوفه من أطماع نابليون التوسعية وتعاظم القوة الفرنسية، انضم أليكساندر إلى بريطانيا والنمسا ضد نابليون. هزم نابليون الروس والنمساويين في معركة أوسترليتز عام 1805 وهزم الروس في معركة فريدلاند عام 1807.
بعد تحرير الجيوش الروسية للحليفة جورجيا من الاحتلال الفارسي في وقت سابق من عام 1801، الذي جعل بلاد فارس تفقد سيطرتها رسميًا على جورجيا التي حكمتها لقرون، خاض أليكساندر الحرب الروسية الفارسية (1804-1813)، الحرب الشاملة الأولى ضد بلاد فارس المجاورة بدءًا من عام 1804 من أجل السيطرة على جورجيا وضمها، وضم في النهاية أيضًا أذربيجان وداغستان وكامل القوقاز، التي كانت إقليمًا متممًا لبلاد فارس نظرًا إلى مساحاتها الواسعة. أُرغم أليكساندر على السعي وراء الصلح مع فرنسا، وأصبح بموجب معاهدات تيلسيت، الموقَّعة عام 1807، حليفًا لنابليون. فقدت روسيا إقليمًا صغيرًا بموجب المعاهدة، واستغل أليكساندر تحالفه مع نابليون من أجل توسع أبعد. انتزع من السويد دوقية فنلندا الكبرى في الحرب الفنلندية، وحصل على بيسارابيا من تركيا نتيجة للحرب الروسية التركية (1806-1812).
كان أليكساندر مصممًا على الاستيلاء على أراضٍ ذات أهمية كبرى متنازع عليها في القوقاز وما بعدها. كان أسلافه قد شنوا حروبًا ضد بلاد فارس، إلا أنهم لم يتمكنوا من توطيد السلطة الروسية على الأقاليم، ما أدى إما إلى التنازل عنها أو استعادتها. بعد تسعة أعوام من المعارك، تمكنت روسيا من وضع نهاية للحرب وفق شروط مواتية إلى درجة كبيرة، متممةً الدمج والتسيد الروسيين على أجزاء كبرى من القوقاز من بينها الاستيلاء على داغستان وجورجيا ومعظم أذربيجان وأقاليم ومناطق أخرى في القوقاز على حساب بلاد فارس. عندئذ، امتلكت روسيا وصولًا سهلًا إلى البحر الأسود وبحر قزوين واستخدمت هذه الأراضي المستولى عليها حديثًا لأجل حروب إضافية ضد بلاد فارس وتركيا.
شاب التوتر بصورة تدريجية التحالف الفرنسي الروسي. كان نابليون قلقًا بشأن نوايا روسيا في مضيقي البوسفور والدردنيل بالغي الأهمية من الناحية الاستراتيجية. في الوقت نفسه، نظر أليكساندر بعين الريبة إلى دوقية وارسو، الولاية البولندية المُعاد تشكيلها والتي تسيطر عليها فرنسا. كانت متطلبات الانضمام إلى الحصار القاري لفرنسا ضد بريطانيا تمثل تعطيلًا خطرًا على التجارة الروسية، وفي عام 1810 رفض أليكساندر التقيد. في يونيو عام 1812، غزا نابليون روسيا على رأس 600 ألف جندي، وهي قوة تبلغ ضعف قوة الجيش النظامي الروسي. كان نابليون يأمل بإلحاق هزيمة ساحقة بالروس وإرغام أليكساندر على طلب الصلح. ورغم أن نابليون أجبر القوات الروسية على التراجع، أضحى متوسِّعًا أكثر من اللازم على نحو خطير. ألحقت المقاومة الروسية العنيدة، التي أعلن أعضاؤها الحرب الوطنية، هزيمة كارثية بنابليون: عاد أقل من 30 ألفًا من قواته إلى وطنهم الأم. إلا أن النصر أتى بثمن غالٍ، إذ طال الخراب مناطق البلاد التي مر بها الجيش الفرنسي.

### مؤتمر فيينا 1814-1815
مع انسحاب الفرنسيين، طاردهم الروس إلى أوروبا الوسطى والغربية وحتى أبواب باريس. بعد هزيمة الحلفاء لنابليون، بات أليكساندر يُعرف بمخلّص أوروبا، ولعب دورًا بارزًا في إعادة رسم خريطة أوروبا في مؤتمر فيينا عام 1815. في العام نفسه، بادر أليكساندر في إقامة الحلف المقدس، وهو اتفاق فضفاض يُلزم حكام البلدان المعنية –من بينها معظم أوروبا- بالعمل وفق المبادئ المسيحية. بشكل أكثر براغماتية، شكلت روسيا وبريطانيا والنمسا وبروسيا الحلف الرباعي. كانت روسيا جزءًا من الحلف الذي كان يطارده مع ظهور نابليون من جديد بصورة مفاجئة. استعاد البوربونيون المحافظون السلطة في باريس بشروط مرضية مع روسيا. أقام الحلفاء نظامًا دوليًا للحفاظ على الوضع الراهن إقليميًا والحيلولة دون انتعاش لفرنسا التوسعية. ضَمن الحلف الرباعي، الذي أُكد في عدد من المؤتمرات الدولية، نفوذ روسيا في أوروبا.
في الوقت نفسه، واصلت روسيا توسعها، أنشأ مؤتمر فينيا كونغرس بولندا، الذي منحه أليكساندر دستورًا. وبذلك، أصبح أليكساندر الأول الملك الدستوري لبولندا في حين بقي القيصر الأوتوقراطي لروسيا. وكان أيضًا ملك فنلندا، التي ضُمّت في عام 1809 ومُنحت مرتبة حكم ذاتي.
على الرغم من ميوله الليبرالية الرومانسية في شبابه، أضحى أليكساندر الأول باطراد بعد عام 1815 محافظًا بصورة أكبر، ومنعزلًا عن الشؤون اليومية للدولة وميالًا إلى التصوف الديني. امتلك القيصر آمالًا نبيلة لبلاده أحبطها تأخر البلاد وضخامة مساحتها. حين كان القيصر يقضي عطلته على البحر الأسود عام 1825، أصابه مرض التيفوس وتوفّي عن عمر ناهز 47 عامًا فقط، برغم أنه كان ثمة قصص مشكوك في صحتها تروي أنه لفّق قصة موته، وأصبح راهبًا، وتجوّل في براري سيبيريا عدة أعوام بعد ذلك.

### ثورة الديسمبريين 1825
وُلدت حركة ثورية خلال حكم أليكساندر الأول. كانت ثورة الديسمبريين حركة أرستقراطية مثّلها بصورة رئيسية ضباط الجيش وأفراد من طبقة النبلاء. كانت أسباب ثورة الديسمبريين متشعبة: معارضة من جانب النبلاء للنظام الذي نجح في الحد من امتيازاتهم من خلال سياسة انتشار الأفكار الليبرالية وحتى الراديكالية وسط قطاع من الضباط الشبان، ومخاوف وسط قطاع القوميين في المجتمع بثّتها سياسة بولونوفيل الفعلية لأليكساندر (كان الضباط غاضبين تحديدًا بسبب وضع أليكساندر دستورًا لبولندا في حين ظلت روسيا دون دستور).